# Charlie Booth
Charles „Charlie“ Booth (* 1. Oktober 1903 in Melbourne, Australien; † 20. Mai 2008 in Queensland, Australien) war ein  australischer Leichtathlet und Erfinder des Startblocks.

## Leben
Booth begann im Alter von 14 Jahren damit, Rennen zu laufen. Zu dieser Zeit teilten sich in Australien die Athleten die wenigen, unebenen Rennstrecken mit Rennhunden. Booth hatte die Idee für die Startklötze, als sich die Hundebesitzer über die von den Läufern zurückgelassenen Vertiefungen am Start (vgl. 100-Meter-Lauf) beschwerten, die zu dieser Zeit zum Abstoßen verwendet wurden. 1921 baute er die ersten, noch primitiven Startklötze aus Holzblöcken mit einem Metallfuß und entwickelte sie immer weiter.
Bei ihrem ersten Einsatz bei einem offiziellen Rennen wurde er wegen Vorteilsnahme von der Rennleitung disqualifiziert. Nach Protesten wurde die Entscheidung wenige Wochen später zurückgenommen und seine Erfindung setzte sich weltweit durch.
Booth starb im Alter von 104 Jahren in einem Krankenhaus in Queensland.